# Süddeutsches Kartell (KSCV)
Das Süddeutsche Kartell (SK) ist eine formale Gemeinschaft dreier bayerischer und dreier österreichischer Corps im Kösener Senioren-Convents-Verband. Es bildet neben den Kösener Kreisen einen Zusammenschluss wesensverwandter Corps zur gemeinsamen Interessensvertretung.
Es ist nicht zu verwechseln mit dem burschenschaftlichen Süddeutschen Kartell.

## Geschichte

### Gründung
Die Gründung des Süddeutschen Kartells wird vor allem Karl Berchtold (1869–1942) zugeschrieben, der den beiden Corps Makaria München und Schacht Leoben angehörte.
Als Vorläufer wurde mit der Gründung des Bayerischen Kartells am 9. Dezember 1919 der Grundstein für die Entstehung des Süddeutschen Kartells gelegt. Die drei bayerischen Corps Franconia Würzburg, Bavaria Erlangen und Makaria München nahmen schnell Fühlung mit den ältesten Corps der österreichischen Universitätsstädte Innsbruck (Athesia), Graz (Joannea) und Leoben (Schacht) auf.
Makaria erneuerte ein bestehendes Freundschaftsverhältnis mit Athesia am 6. Mai 1920. Am selben Tag schloss auch Bavaria mit Athesia ein solches Verhältnis ab. Am 3. Juli 1920 folgten der Verhältnisvertrag des bayerischen Dreibundes mit Joannea und Schacht sowie die Aufnahme freundschaftlicher Beziehungen von Schacht und Joannea zu Athesia. Am 9. Dezember 1920 wurden die ersten Verhältnisse in ein Kartell umgewandelt. Der erste Kartelltag fand am 2. und 3. April 1921 in Salzburg statt. Als offizielles Gründungsdatum des Süddeutschen Kartells gilt der 12. Mai 1924.

### Entwicklung
Die Zeit des Nationalsozialismus und der Zweite Weltkrieg stellten für den KSCV eine Zäsur dar. Dennoch konnten sich ab 1948 alle Corps des Süddeutschen Kartells rekonstituieren, sodass das Kartell bis heute in seiner ursprünglichen Form fortbesteht.
Zwischen dem Corps Borussia Berlin und den meisten Mitgliedern des Süddeutschen Kartells bestehen ebenfalls Kartellverträge (Makaria, Franconia, Bavaria, Schacht), sodass die kreisfreien Berliner Preußen häufig in einem Kontext mit dem Süddeutschen Kartell genannt werden.
Zwischen Borussia und Athesia besteht zudem seit 2023 ein Freundschaftsverhältnis.
Im Mai 2024 beging das Süddeutsche Kartell in Leoben eine Jubiläumsfeier samt Festkommers und Festball anlässlich seines 100-jährigen Bestehens.

## Prinzipien
Wie alle Kösener Corps stehen die Bünde im Süddeutschen Kartell zu Pflichtmensur und Couleur. Das Süddeutsche Kartell versteht sich selbst als im Gegensatz zu der von den Kösener Kreisen vertretenen Machtpolitik in und um den KSCV stehend. Die Begründer sowohl des Bayerischen, wie auch des späteren Süddeutschen Kartells lehnten von vornherein jede Kreispolitik ab. Die Freundschaft wird als Fundament des Zusammenschlusses definiert. Kartellpolitik solle anstelle von Corpspolitik treten. „Das Süddeutsche Kartell [...] bezweckt die wirksame Vertretung der gemeinsamen Interessen und die gegenseitige Unterstützung nach innen und außen unter voller Wahrung der Eigenart der einzelnen Corps nach Geschichte und Heimat“, heißt es im ersten Artikel des Grundgesetzes des Süddeutschen Kartells.
Zur inneren Festigung des Kartells finden seit 1927 jährliche Kartellskiwochen in Tirol statt.

## Corps des Süddeutschen Kartells

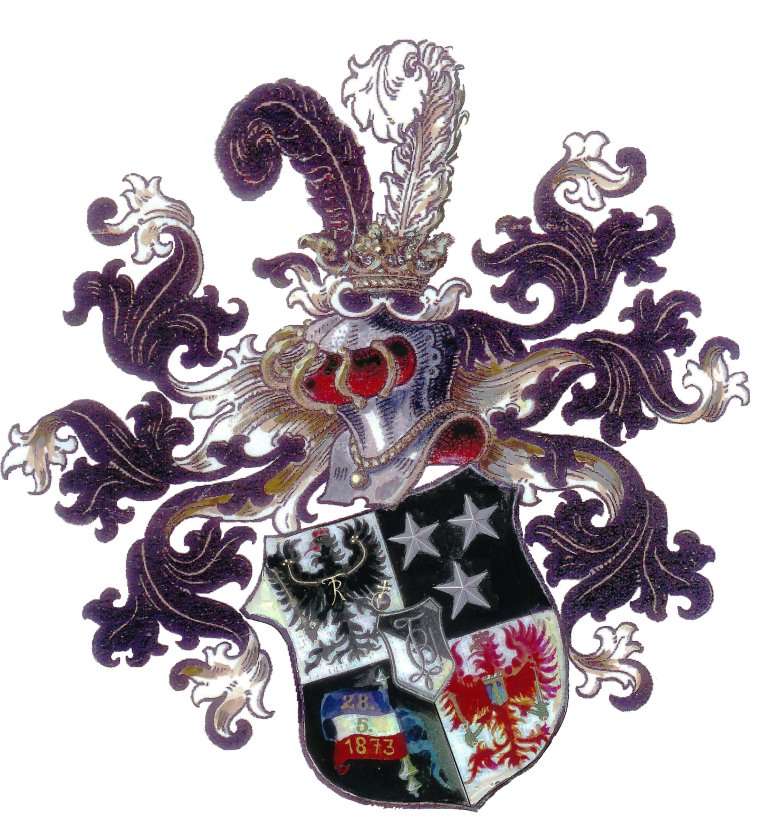
Angegliedertes Corps Borussia Berlin

Wappen der Mitgliedcorps
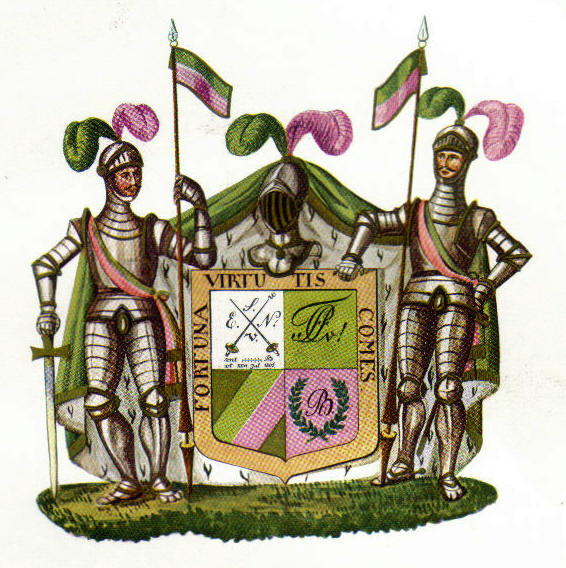
Corps Franconia Würzburg
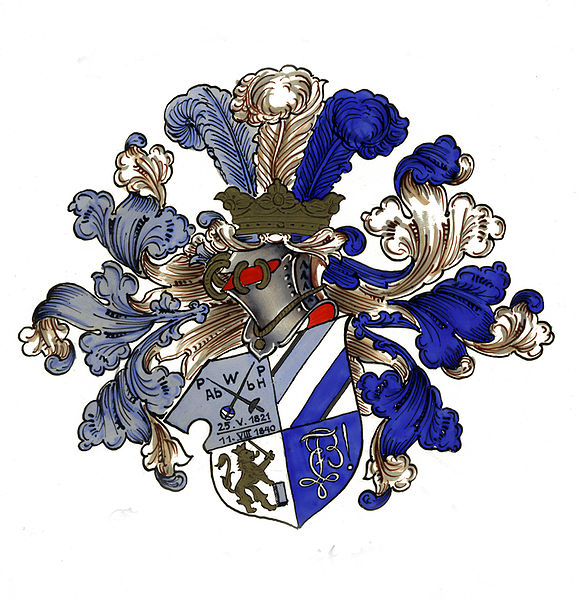
Corps Bavaria Erlangen
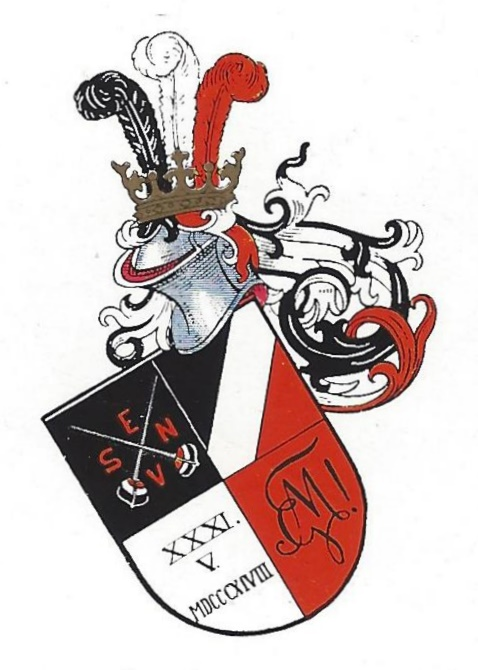
Corps Makaria München
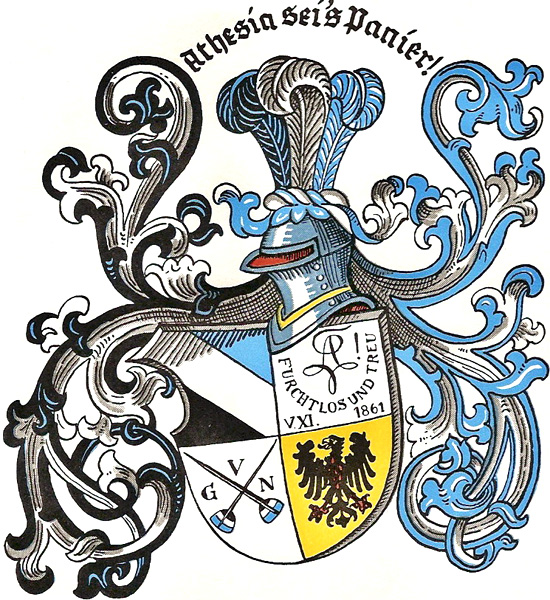
Corps Athesia Innsbruck
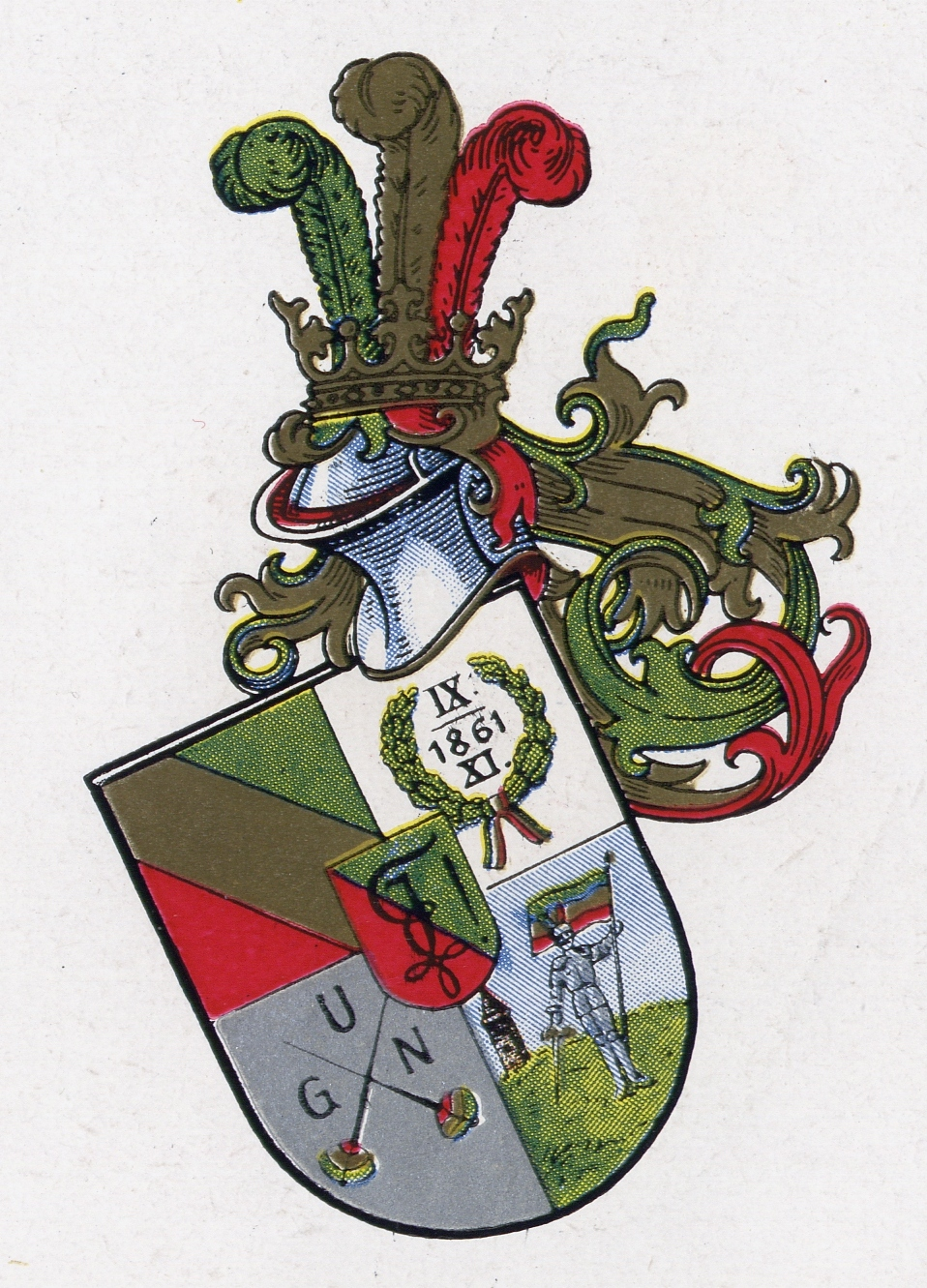
Corps Joannea Graz
Corps Schacht Leoben